# Dongfeng Motor

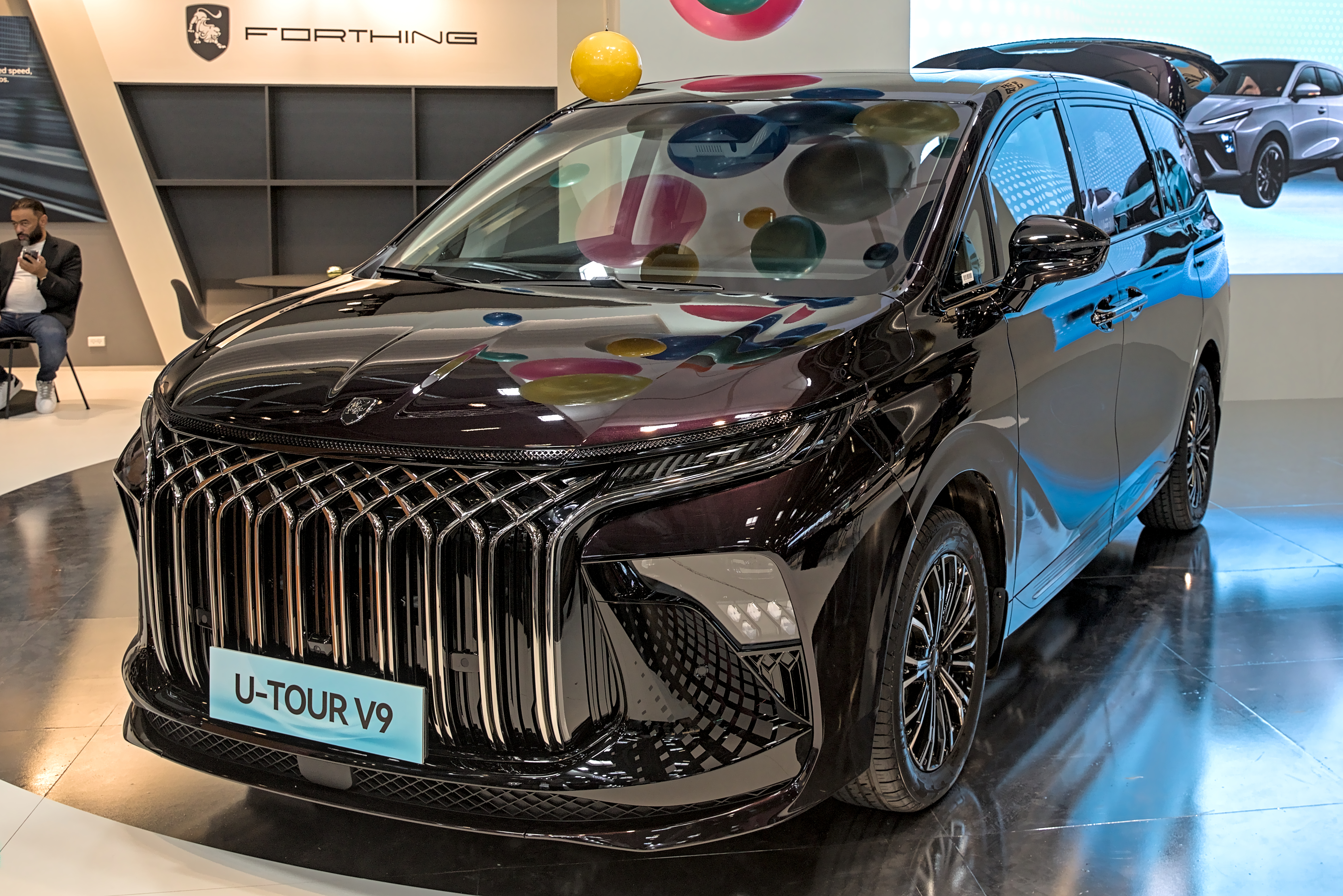
Dongfeng Forthing U-Tour

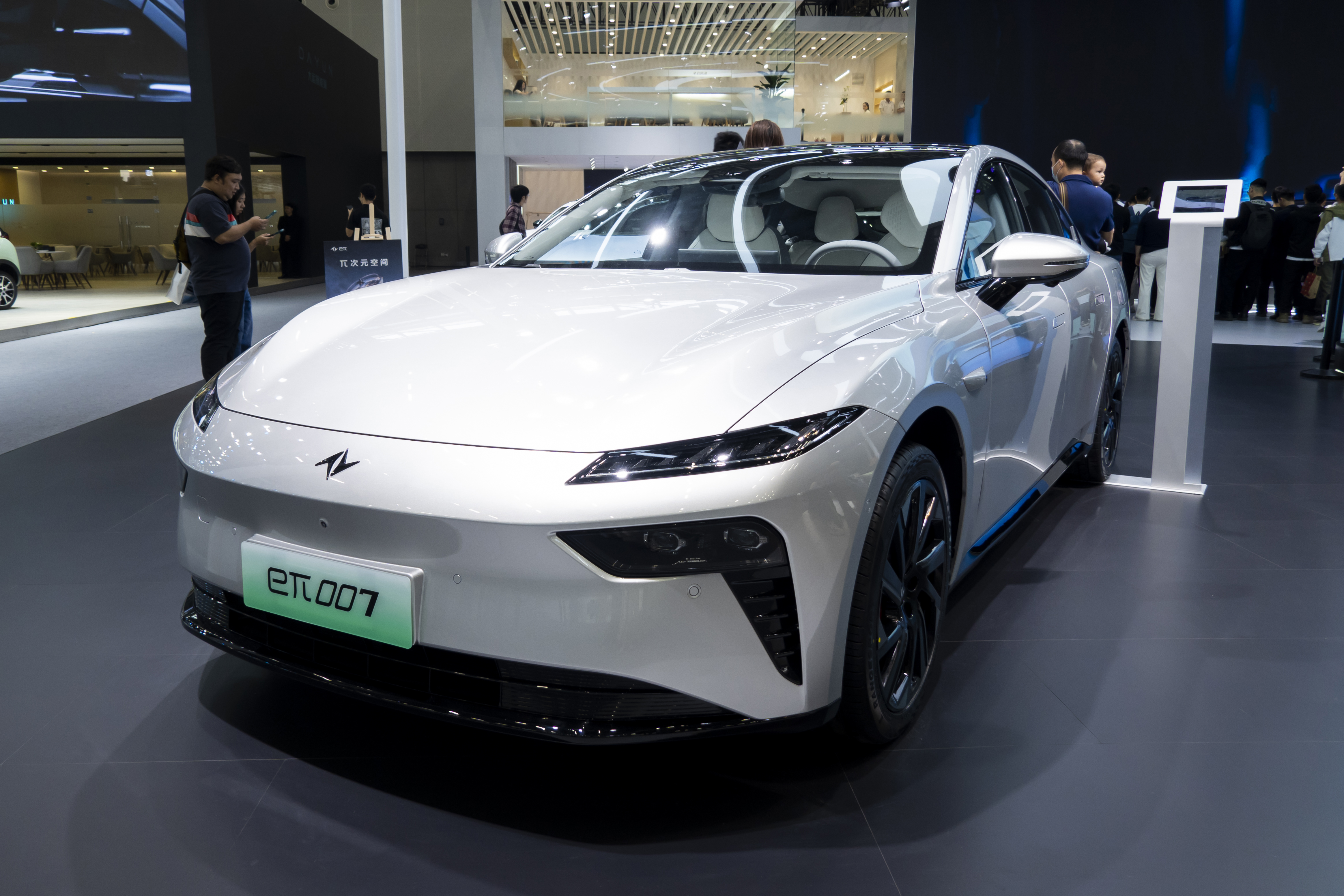
Dongfeng eπ 007

Dongfeng Motor Corporation (chiń. upr. 东风汽车公司, chiń. trad. 東風汽車公司, pinyin Dōngfēng Qìchē Gōngsī) – chińskie państwowe przedsiębiorstwo branży motoryzacyjnej, produkujące m.in. samochody osobowe, ciężarowe oraz autobusy.
Przedsiębiorstwo założone zostało w 1969 roku, a jego siedziba mieści się w Wuhanie, w prowincji Hubei. Obecnie jest trzecim pod względem wielkości produkcji aut na rynek chiński przedsiębiorstwem oraz największym producentem aut użytkowych. Współpracuje z Peugeotem, Citroënem, Hondą, Nissanem i Kia Motors.
Dwie spółki zależne Dongfeng Motor Corporation notowane są na giełdach – Dongfeng Motor Group Co., Ltd na giełdzie w Hongkongu (SEKH: 0489), a Dongfeng Automobile Co., Ltd na giełdzie w Szanghaju (SSE: 600006).

## Modele
- Dongfeng S30